# 尚家镇
尚家镇，是中华人民共和国黑龙江省绥化市肇东市下辖的一个乡镇级行政单位。

## 行政区划
尚家镇下辖以下地区：
长安村、五间村、四合村、前进村、红庆村、尚家村、红明村、红光村、福山村和平房村。